# چاش‌کنت
چاش‌کنت (انگلیسی: Çaşkent) یک روستا در ترکمنستان است که در استان مرو جای دارد. این ناحیه در سال ۲۰۱۳ میلادی ۱۱۴۳۸ نفر جمعیت داشته است.